# Каатинга гуануцька
Каати́нга гуануцька (Herpsilochmus motacilloides) — вид горобцеподібних птахів родини сорокушових (Thamnophilidae). Ендемік Перу. Раніше вважався підвидом білобрової каатинги.

## Опис
Довжина птаха становить 12 см, вага 12 г. У самця тім'я і потилиця чорні, спина сіра або оливково-сіра, між крил невелика біла пляма. Крила чорні, покривні пера мають білі кінчики, що створює на крилах смугастий візерунок. Над очима білі "брови", перед очима білі плями, через око проходить чорна смужка. Скроні і горло жовтувато-коричневі. Груди і живіт жовтуваті, боки світло-сірі. У самиці лоб жовтувато-коричневий, на тімені чорні смужки, скроні і горло білуваті. У гуануцьких каатанг хвіст довгий, східчастий. Центральні рульові пера чорні, з білими кінчиками, бічні пера білі. Райдужки карі, дзьоб зверху чорний, знизу блакитнувато-чорний. Лапи блакитнувато-чорні.

## Поширення і екологія
Гуануцькі кадуки мешкають на східних схилах перуанських Анд, від Уануко на півночі до Куско на півдні, в долині річки Урубамба. Вони живуть в кронах гірських тропічних лісів і на узліссях, на висоті від 900 до 2100 м над рівнем моря. Вони віддають перевагу високим деревам з густими корнами, які покриті мохом і епіфітами.

## Збереження
МСОП вважає стан збереження цього виду близьким до загрозливого. Йому загрожує знищення природного середовища.